# ターボリフト
ターボリフト（英：Turbolift）とは、アメリカのSFテレビドラマシリーズ『スタートレック』シリーズの艦船などに装備されている架空の移動装置である。

## 概要
名称は「エレベーター」のイギリスにおける一般名称である「リフト」に「タービン推進」を表し、高速移動を連想させる「ターボ」を組み合わせたものである。
現実のエレベーターと違い、カゴそのものに動力装置が搭載されており、艦内のリフト用通路（ターボシャフトと呼称する）を縦横無尽に移動できる。何かトラブルが発生していない限り、待ち時間はほぼゼロで乗り込むことができる。
第一作である『宇宙大作戦』当時から音声認識にて行き先を指示するようになっていたが、『スタートレックII カーンの逆襲』の劇中では、一般的な階数ボタンを押すタイプとして描写されている。